# Anticollix obscura
Anticollix obscura är en fjärilsart som beskrevs av Barend J. Lempke 1951. Anticollix obscura ingår i släktet Anticollix och familjen mätare. Inga underarter finns listade i Catalogue of Life.